# Hemaris ducalis

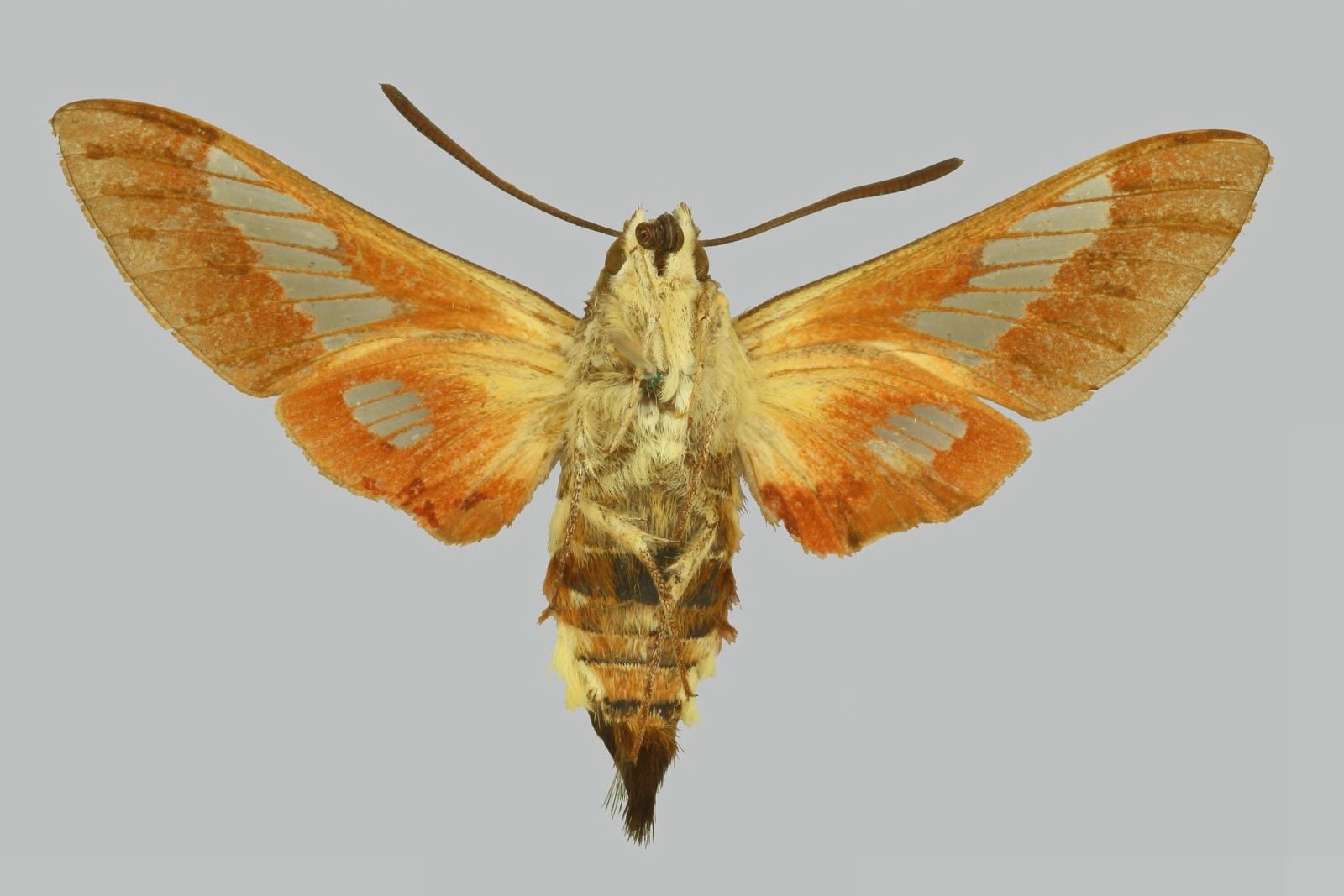
Präparat eines Weibchens (Unterseite)

Hemaris ducalis ist ein Schmetterling (Nachtfalter) aus der Familie der Schwärmer (Sphingidae). Auf Grund ihrer ähnlichen Morphologie und Lebensraumbedürfnisse ist davon auszugehen, dass die Art sehr nahe mit Hemaris dentata verwandt ist.

## Merkmale

### Falter
Die Falter haben eine Flügelspannweite von 40 bis 50 Millimetern. Man kann sie von allen übrigen Arten der Gattung Hemaris durch ihre cremefarbene Binde am Rücken des dritten Hinterleibssegments unterscheiden. Die Ausdehnung der transparenten Bereiche auf beiden Flügelpaaren ist variabel. Die Art besitzt kein Arolium. Die Oberseite der Hinterflügel ist, abgesehen von den transparenten Bereichen, vollständig orange. Die Vorderflügel haben hingegen auf der Oberseite eine eher braune Färbung. Von Hemaris dentata kann man die Art auch dadurch unterscheiden, dass ihre Vorderflügel nahezu vollständig beschuppt sind, das dritte Hinterleibssegment gelblich-weiß gefärbt ist und eine braune Färbung auf die Haarbüschel am Hinterleibsende beschränkt sind und außerdem Pulvilli fehlen.
Forma efenestralis ist dadurch charakterisiert, dass die durchsichtigen Bereiche der Vorderflügel teilweise durch dunkle Schuppen an der Seite Richtung Flügelaußenrand verdeckt sind. Die Hinterflügel besitzen gar keine transparenten Bereiche. Die Forma lukhtanovi ist ähnlich gefärbt, weist jedoch nur sehr kleine transparente Bereiche auf den Vorderflügeln auf. Nach Rothschild & Jordan (1903) sind die Männchen der Art gut anhand ihrer Geschlechtsorgane bestimmbar. Die linken Valven sind schlanker als bei Hemaris tityus und ähneln denen von Hemaris fuciformis. Der Fortsatz des linken Sacculus besteht aus einem auffallenden, dornigen Buckel. Die rechten Valven sind jenseits der Mitte leicht ventral ausgerandet. Der Fortsatz des rechten Sacculus ist lang, schlank und etwas keulenförmig. Die Oberseite an der apikalen Hälfte ist mit langen Dornen bewährt. Die Juxta ist an der Spitze ziemlich dicht mit langen Haaren versehen. Der Aedeagus ist ziemlich lang und nicht sehr spitz zulaufend.

### Raupe
Die Raupen werden 33 bis 42 Millimeter lang. Nur die ausgewachsenen Raupen sind beschrieben. Sie ähneln denen von Hemaris fuciformis und sind am Rücken und den Seiten blassgrün und tragen eine auffällige gelblich-weiße Linie, die vom ersten Segment des Thorax bis hoch zum leicht gekrümmten Analhorn verläuft. Anders als bei der ähnlichen Art trägt Hemaris ducalis eine Linie von blassen, gelben, V-förmigen Flecken am Rücken, die nach hinten Zeigen und von denen sich auf jedem Segment einer befindet sowie die auf den Thoraxsegmenten weniger auffällig sind. Auf der Bauchseite sind die Raupen rötlich-braun gefärbt und tragen ventro-lateral eine feine, hellgelbe, Längslinie, die die dunkle Unterseite von der grünen Oberseite trennt. Auf Höhe der Bauchbeine ist die Linie dicker und dunkler. Die Bauchbeine selbst sind bräunlich-cremefarben. Das Analhorn ist fünf Millimeter Lang, basal schwärzlich-violett und zur sich verjüngenden Spitze weißlich-grün oder cremefarben. Wie auch bei Hemaris fuciformis ist der abgerundete Kopf blaugräulich und hat ein stark kontrastierendes, cadmiumgelbes erstes Thoraxsegment als „Kragen“. Eine ebenso gefärbte Linie flankiert die Seiten der Nachschieber. Der komplette Kopf, Körper und das Analhorn sind mit blassen Tuberkeln versehen. Sie sind am Rücken hellgelb und werden unterhalb der dorso-lateralen Längslinie cremefarben. Die ovalen Stigmen sind rötlich-braun und cremefarben.

## Vorkommen und Lebensraum
Die Art ist im Hissargebirge im südlichen Usbekistan, dem südlichen und östlichen Kasachstan bis zum Altai, Tadschikistan, Kirgisistan, dem Tal des Ulungur (Bulgan-gol) im Westen der Mongolei, dem chinesischen Teil des Tian Shan, der Bergregion im Südwesten von Xinjiang, dem Pamir, dem nördlichen und zentralen Afghanistan und dem nördlichen Pakistan bis nach Ladakh verbreitet. Ein isoliertes Vorkommen befindet sich außerdem zwischen 2400 und 4000 Meter Seehöhe in Gilgit und Ziarat, in Pakistan.
Besiedelt werden Wälder und Gebüsche, nur selten unterhalb von 2000 Meter Seehöhe, bis 4000 Meter Seehöhe hinauf. Im Westen der Mongolei findet man die Falter auf 2100 Meter, im Osten Kirgisistan auf 1300 Meter und im zentralen Afghanistan auf 2900 Metern Seehöhe.

## Lebensweise
Die Falter sind tagaktiv und fliegen in einer Generation von Mitte Juni bis Anfang August. Im südlichen Kasachstan, der westlichen Mongolei und dem östlichen Kirgisistan findet man die Falter in der Regel von Mitte Juni bis Mitte Juli. Parasitoide, die die Art befallen, sind nicht bekannt. Die Raupen treten von Juli bis September auf. Sie ernähren sich von den meisten Arten der Heckenkirschen (Lonicera), wie etwa Lonicera korolkowii, Lonicera nummulariifolia, Lonicera seravschanica oder Lonicera stenantha. Die etwa 37 Millimeter lange Puppe ist schwarzbraun und hat eine raue Oberfläche. Sie ist der von Hemaris fuciformis sehr ähnlich. Die Puppe überwintert. Die Eier sind unbekannt.

## Taxonomie und Systematik
Die Art wurde 1887 durch Otto Staudinger als Macroglossa ducalis beschrieben. Die von Eitschberger & Lukhtanov (1996) beschriebene Unterart Hemaris ducalis dantchenkoi Eitschberger & Lukhtanov, 1996 aus dem zentralen Afghanistan stellt keine valide Unterart dar, da es sich bei diesen Tieren um eine in großer Höhe lebende, montane Form von Hemaris ducalis handelt, die bereits 1984 von Derzhavets als Forma efenestralis beschrieben wurde. Auch die Unterart Hemaris ducalis lukhtanovi Danner, Eitschberger & Surholt, 1998 ist nach Kitching & Cadiou, (2000) zweifelhaft. Normal gefärbte Individuen von Macroglossa ducalis, lukhtanovi-Exemplare und Mischformen treten in Zentralafghanistan gemeinsam auf, sodass davon auszugehen ist, dass es sich um keine eigenständige Unterart handeln kann.

## Belege